# Wilhelm Vogel (Widerstandskämpfer)
Wilhelm Vogel (* 20. Dezember 1898 in Worms; † 16. April 1989 ebenda), auch Willy Vogel, war ein deutscher Widerstandskämpfer gegen den Nationalsozialismus. Dem langjährigen KPD-Mitglied gelang am 28. April 1933 die Flucht aus dem KZ Osthofen.

## Leben
Nach dem Abitur (1916) diente Wilhelm Vogel als Soldat im Ersten Weltkrieg, zuletzt als Unteroffizier. Er schloss sich 1918 dem Spartakusbund an, wurde Mitglied der KPD und arbeitete als Maschinenschlosser. Seit 1930 war er Kreisleiter der KPD in Worms. Als Gegner der Nationalsozialisten wurde er direkt nach der Machtergreifung verhaftet und im KZ Osthofen interniert. Am 28. April 1933 gelang ihm die Flucht, als er den Wagen des Leiters Karl d’Angelo waschen sollte. Er nutzte eine unbeobachtete Minute, um auf eine vorbeifahrende Bahn aufzuspringen.
Vogel floh zunächst in das Saargebiet, damals noch kein Teil des Dritten Reichs, sondern unter Völkerbundmandat stehend, und setzte dort seine antifaschistische Arbeit für die KPD fort. Nach der Wiederangliederung des Saargebiets floh er nach Paris, wo er sich dem  Weltkomitee gegen Krieg und Faschismus um André Malraux und Henri Barbusse anschloss. 1936 kämpfte er im Spanischen Bürgerkrieg für die Internationalen Brigaden, zuletzt als Unteroffizier einer Artillerie-Einheit. Im Frühjahr 1939 kehrte er nach Frankreich zurück, wo er mehrfach interniert wurde. Im November 1942 gelang ihm die Flucht aus dem Camp de Gurs. In Spanien wurde er aufgegriffen und nach Marokko abgeschoben.
1944 wurde er Soldat in der britischen Armee, mit der er 1946 nach Worms zurückkehrte. Von 1946 bis 1948 war er Kreissekretär der KPD. Er wurde Ankläger der Spruchkammer des Kreises Worms. Als die KPD anordnete, dass ihre Mitglieder nicht mehr in den Spruchkammerverfahren aktiv sein sollten, verließ er seine Partei. Von 1949 bis 1963 arbeitete er als Angestellter im Finanzamt.